# Rap nelle mani volume 2
Rap nelle mani volume 2 è il secondo mixtape del rapper italiano Primo Brown, pubblicato il 22 maggio 2012 dalla Honiro Label.

## Descrizione
Il mixtape è composto da 13 tracce. Dopo il buon riscontro di successi ottenuti sul web con l'uscita del volume precedente, il rapper romano ha deciso di dare un seguito al progetto, arricchendolo di collaborazioni anche con artisti emergenti.
Nel mixtape vi è la traccia Rhymes, della quale è stato girato un videoclip pubblicato il 4 novembre 2011 sul canale ufficiale della Cookie Monsta Prod di Squarta e Ibbanez, ancora prima dell'uscita di Rap nelle mani volume 1.
La traccia Volgare (Bling Beats RMX) è un remix della traccia omonima contenuta nell'album Qui è selvaggio (2011). Vi sono anche due versioni della traccia Con la morte non si scherza: una prodotta da 3D e l'altra prodotta da Squarta nella versione acustica insieme ad Hyst. Di quest'ultima è stato pubblicato anche un videoclip sul canale ufficiale YouTube dell'Honiro Label, il 26 maggio 2012.
La collaborazione con Hyst era stata anticipata dal video Na cifra de blues, na cifra de Views, versione acustica del brano Segnali di fumo contenuto nel disco 21 motivi di 3D, e anche dal video-anteprima di Con la morte non si scherza, pubblicato il 12 aprile 2012 e che anticipava l'uscita del mixtape.
Gli scratch e la fase di missaggio sono stati curati da DJ Pitch8, mentre la fase di mastering è stata condotta da Squarta nel Rugbeats Studio di Roma.

## Promozione
Inizialmente la data di uscita del mixtape era stata fissata per il 20 maggio 2012, ma delle controversie giudiziarie hanno ritardato la pubblicazione. Infatti, lo stesso rapper aveva pubblicato alcuni messaggi sulla sua pagina Facebook dove spiegava le motivazioni riguardanti il ritardo del progetto. In un messaggio veniva condivisa la notizia del sequestro da parte dell'Antitrust ("Rap Nelle Mani Vol. 2 sequestrato dall’Antitrust, uscita rimandata a notte fonda"), mentre in un altro veniva riportato il blocco alla dogana dell'aeroporto di Fiumicino ("Rap Nelle Mani Vol. 2 fermato alla dogana dell’aeroporto di Fiumicino. Conteneva foglie di marijuana etc. Accertamenti della Narcotici in corso fino a lunedì 21 sera"). Il 22 maggio, invece, veniva condivisa la notizia dell'uscita ufficiale del mixtape.

## Tracce
1. Rhymes – 1:04
2. L'assassina (feat. AntiAnti) – 2:45
3. Andare forte – 3:20
4. Lo sai che ci vai sotto (feat. Tormento, Ibbanez) – 3:48
5. Sausalito – 3:05 (musica: Ill Grosso)
6. Ottimo (Original) – 1:24
7. Non ti piacerà – 2:51
8. Tolleranza zero RMX (feat. Puni) – 2:17
9. Con la morte non si scherza (3D Version) – 2:08 (musica: 3D)
10. Perciò sparisco (feat. Tuer) – 2:30
11. Mambo – 2:36 (musica: Vest'O Beat)
12. Volgare (Bling Beats RMX) – 2:43 (musica: Ill Grosso)
13. Con la morte non si scherza (feat. Hyst) – 3:02 (musica: Squarta, Hyst)